# Успенський сільський округ (Магжана Жумабаєва район)
Успе́нський сільський округ (каз. Успенка ауылдық округі, рос. Успенский сельский округ) — адміністративна одиниця у складі району Магжана Жумабаєва Північноказахстанської області Казахстану. Адміністративний центр — село Успенка.
Населення — 628 осіб (2021; 957 у 2009, 1478 у 1999, 2254 у 1989).
Станом на 1989 рік існувала Успенська сільська рада (села Косколь, Рощино, Сулишок, Уваковське, Успенка, селище Успенка). 21 червня 2019 року зі складу сільського округу було виключене село Рощино та територія площею 5,94 км² і передані до складу Авангардського сільського округу.

## Склад
До складу округу входять такі населені пункти:
| Населений пункт  | Старі назви | Населення, осіб (1989) | Населення, осіб (1999) | Населення, осіб (2009) | Населення, осіб (2021) |
| ---------------- | ----------- | ---------------------- | ---------------------- | ---------------------- | ---------------------- |
| Косколь, село    | -           | 188                    | 122                    | 78                     | 23                     |
| Сулишок, село    | -           | 249                    | 256                    | 162                    | 181                    |
| Уваковське, село | -           | 331                    | 269                    | 114                    | 57                     |
| Успенка, село    | -           | 1455                   | 831                    | 603                    | 367                    |
| Успенка, селище  | -           | 31                     | -                      | -                      | -                      |